# ميخائيل هوغن (شاعر)
ميخائيل هوغن (بالإنجليزية: Michael Hogan)‏ هو شاعر أيرلندي، ولد في 31 أكتوبر 1828، وتوفي في 1899.